# Paul Hausser
Paul "Papa" Hausser (7. listopada 1880. – 21. prosinca 1972.) bio je časnik Njemačke vojske, koji je dobio čin general-poručnika u međuratnom Reichswehru. Nakon umirovljenja od regularne vojske postao je "otac" (otuda i nadimak "Papa”) Waffen SS-a i jedan od njegovih najpoznatijih vođa. Borio se na oba bojišta, Istočnom i Zapadnom u Drugom svjetskom ratu. Ozbiljno je ranjen dvaput, gubeći oko u prvome ranjavanju. Nakon rata postao je član HIAG-a, organizacije koja je tražila obnovu ugleda Waffen SS-a i njegovu ponovnu legalizaciju.

## Životopis

### Rani život i karijera
Hausser je rođen u Brandenburg an der Havelu u vojnoj obitelji; njegov otac Kurt Hausser je bio bojnik Njemačke carske vojske. Hausser pristupa vojsci 1892. i do 1896. pohađao je kadetsku školu u Köslinu, a od 1896. pohađao je vojnu akademiju Berlin-Lichterfelde gdje je uspješno diplomirao 1899. 20. ožujka 1899. određen je za poručnika i podređen 155. pješačkoj pukovniji u Ostrowouu Posenu; 1. listopada 1903. postao je ađutant pukovnijske 2. bojne gdje je služio pet godina, do 1. listopada 1908. g. Istaknut zbog svoje vojne nadarenosti, pohađao je Prusku vojnu akademiju u Berlinu od listopada 1908. do svoga diplomiranja 21. srpnja 1911. g. Od 1912., uključujući i Prvi svjetski rat, Hausser je sudjelovao u mnogim zadatcima Vrhovnog stožera, uključjući i službu u posljeratnim, znatno smanjenom, njemačkom (Reichswehru), u kojem je do 1927. dostigao čin pukovnika.

### Međuratno razdoblje
Umirovio se od Reichswehra 31. siječnja 1932. s činom general-poručnika. Kao umirovljenik, Hausser se pridružio desnoj organizaciji veterana Prvog svjetskog rata Stahlhelm, postajući zapovjednik Brandenburg-Berlin odijela 1933. Uskoro, Stahlhelm je uključen u SA, zatim kao dio SA-a postaje dio SS-a. U studenome 1934. Hausser je premješten u SS-Verfügungstruppe i dobio zapovjedništvo nad SS-Führerschule ''Braunschweig''. 1935. postao je inspektor SS-Junkerschulea i promaknut u čin Brigadeführer 1936.

### Drugi svjetski rat
Hausser je sudjelovao u Poljskoj kampanji 1939. kao promatrač s mješanom Wehrmacht/SS Oklopnom divizijom Kempf. U listopadu 1939. SS-VT je formiran u motoriziranu diviziju s Hausserom kao zapovjednikom. Vodio je diviziju, kasnije preimenovanu u 2. Waffen SS diviziju "Das Reich", kroz Francusku kampanju 1940. i u ranom razdoblju Operacije Barbarossa. Za svoje služenje u Rusiji, Hausser je odlikovan Viteškim križem željeznog križa 1941. i Hrastovim lišćem 1943. (kasnije će dobiti i mačeve na svoj Viteški križ). Bio je i ranjavan, gubeći oko. Nakon oporavka zapovjedao je SS-Panzer korpusom (preimenovanim u II. SS-Panzer korpus). Suprotstavio se Hitlerovoj naredbi da ostane u Harkovu i tako izbjegao okružnju, da bi ponovno uzeo grad u ožujku 1943. g. Vodio je Leibstandarte Adolf Hitler diviziju, Das Reich diviziju i Totenkopf diviziju tijekom Bitke za Kursk. Nakon Kurska, njegov korpus je preuređen (zamijenivši 1., 2., i 3. Panzer diviziju s 9-om i 10-om Waffen SS divizijom) i poslan u Italiju, zatim u Francusku gdje je zapovijedao korpusom u ranom razdoblju savezničke invazije na Normandiju. Nakon smrti Friedricha Dollmana (zapovjednik Njemačke 7. armije]), Hausser je promaknut u zapovjednika 7. armije. Tijekom bitke za Falaise, Hausser je ostao sa svojim vojnicima, dok nije bio ranjen (propucan u čeljust). Paul Hausser je promaknut u Oberstgruppenführera ili general-pukovnika Waffen SS-a u kolovozu 1944. i naknadno zapovjedao Vojnom grupom G od 28. siječnja do 3. travnja 1945. g. Završio je rat s osobljem generala-feldmaršala Alberta Kesselringa. Na Nurnberškom procesu energično je branio vojnu ulogu Waffen SS-a i snažno poricao da je Waffen SS bio upleten u ratne zločine.

## Osobni život
Hausser se oženio 9. studenog 1912. s Elisabethom Gérard (rođenom 1891.) i imao je jednu kćer (rođenu 1913.).
Bio je i glazbenik.

## Kronologija Hausserove vojne karijere

### Nadnevci promaknuća
- vojnik: 1892.
- poručnik: 20. ožujka 1899.
- nadporučnik: 19. kolovoza 1909.
- satnik: 1. ožujka 1914.
- bojnik: 22. ožujka 1918.
- potpukovnik: 1. travnja 1923.
- pukovnik: 1. studenog 1927.
- general-bojnik: 1. veljače 1931.
- general-poručnik: 31. siječnja 1932.
- SA-Standartenführer: 1. ožujka 1934.
- SS-Standartenführer: 15. studenog 1934.
- SS-Oberführer: 1. srpnja 1935.
- SS-Brigadeführer: 22. svibnja 1936.
- SS-Gruppenführer: 1. lipnja 1939. i General-poručnik Waffen SS-a: 19. studenog 1939.
- SS-Obergruppenführer i General Waffen SS-a: 1. listopada 1941.
- SS-Oberstgruppenführer i General-pukovnik Waffen SS-a: 1. kolovoza 1944.

### Odlikovanja i godina primanja
- Križ časti (1934.)
- Ranjenički bedž u sebru (1942.)
- Željezni križ drugi (1914.) i prvi (1914.) stupanj
- Red kuće Hohenzollerna
- SS-ovski počasni prsten (?)
- kopča Željeznom križu drugi (1939.) i prvi (1940.) stupanj
- Zlatni stranački bedž (1943.)
- Viteški križ željeznog križa (1941.)
- Hrastovo lišće (1943.)
- Mačevi (1944.)
- Nagrada za dugu službu u Waffen SS-u (?)

## Djela
Hausser je autor nekoliko knjiga o Waffen SS-u i Njemačkoj vojsci:
- Waffen-SS im Einsatz (Waffen SS u akciji)
- Soldaten wie andere auch (Vojnici kao svi drugi)